# Hippolyte Violeau
(Hippolyte Violeau, scrittore)
Hippolyte Violeau (Brest, 13 giugno 1818 – Lambézellec, 24 aprile 1892) è stato un letterato e scrittore francese, autore di racconti, di poesie edificanti e di studi letterari bretoni.
Impiegato all'ufficio delle ipoteche, poi bibliotecario-archivista alla biblioteca di Brest nel 1843, Violeau si ritira qualche tempo più tardi a Morlaix per dedicarsi agli studi letterari.
Il suo Libro delle madri e le sue Serate dell'operaio lo incoronano all'Accademia francese nel 1848 e nel 1850.  Mentre i giornali si contendono i suoi racconti, la sua notorietà in quanto poeta gli vale il titolo di "Maestro in giochi" assegnatogli dall'Accademia dei Giochi floreali nel 1861.

## Opere
- Il Mio tempo libero, poesie (1840)
- Nuovo tempo libero poetico (1845)
- Libro delle madri e della gioventù, poesie (1848)
- La Casa del Capo, novelle bretone (1848)
- Serate dell'operaio, letture ad una società di soccorsi reciproci (1850)
- Amice Del Guermeur, studio morale e storico (1853)
- La Fattrice di Kersaint (1853)
- Pellegrinaggi di Bretagna (Morbihan) (1855) Testo online
- Parabole e leggende, poesie dedicate alla gioventù (1856)
- Serate bretoni (1856)
- Nuove serate bretoni (1857)
- Ricordi e notizie (2 volumi, 1859)
- Racconti del focolare (2 volumi, 1860-1861)
- Un uomo di bene [Yves-Michel-Gabriele Gillart di Keranflech], studio biografico e morale (1861)
- Storie da noi, racconti bretoni,: Arsène Michelin; la Casa ai tre campanelli; la Famiglia Déniel; i Poveri nelle campagne; il Pettirosso di Kéranroux; la Croce che funziona (1865)
- le Sorprese della vita: gli Occhiali di Jeanne; Mattina e sera; il bambino ai caroubes; Alban (1868)
- Lo Stregone di Concoret (v. 1905) Testo online

| Controllo di autorità | VIAF (EN) 66600378 · ISNI (EN) 0000 0000 0053 5524 · BAV 495/347741 · LCCN (EN) no2023065391 · BNF (FR) cb13013144d (data) |